# Inocybe putilla
Inocybe putilla är en svampart som beskrevs av Bres. 1884. Enligt Catalogue of Life ingår Inocybe putilla i släktet Inocybe,  och familjen Inocybaceae, men enligt Dyntaxa är tillhörigheten istället släktet Inocybe,  och familjen Crepidotaceae. Arten är reproducerande i Sverige. Inga underarter finns listade i Catalogue of Life.